# Liste antiker Ortsnamen und geographischer Bezeichnungen/Ir
| Lateinischer Name | Griechischer Name      | Beschreibung                      | Heute                                              | Quellen und Verweise | Lage |
| ----------------- | ---------------------- | --------------------------------- | -------------------------------------------------- | -------------------- | ---- |
| Ira               | Ἰρά (Ira), Εἶρα (Eira) | Stadt in Messenien                | Ira in Griechenland                                | Smith;               |      |
| Irenopolis        | Ειρηνούπολη            | Stadt im flachen Kilikien         |                                                    | Pleiades; Smith;     |      |
| Irenopolis        | Ειρηνούπολη            | Ort im rauhen Kilikien (Isaurien) |                                                    | Pleiades; RE;        |      |
| Irenopolis        |                        | siehe Beroea                      |                                                    |                      |      |
| Iresiae           |                        |                                   |                                                    | Smith;               |      |
| Iria              |                        | Fluss in Ligurien                 | Staffora in Italien, ein rechter Nebenfluss des Po | Smith;               |      |
| Iria              | Εἰρία (Eiria)          | Stadt in Ligurien                 | Voghera in der Lombardei                           | Smith;               |      |
| Iria Flavia       |                        | Stadt in Gallaecia                | Padrón in Spanien                                  | Smith;               |      |
| Irine             |                        |                                   |                                                    | Smith;               |      |
| Irinus Sinus      |                        |                                   |                                                    | Smith;               |      |
| Irippo            |                        |                                   |                                                    | Smith;               |      |
| Iris              | Ἴρις (Iris)            | Fluss in Pontos                   | Yeşilırmak in der Türkei                           | Smith;               |      |
| Irius             |                        |                                   |                                                    | Smith;               |      |